# Mascotte
Mascotte – polski dramat obyczajowy z 1930 w reżyserii Aleksandra Forda według scenariusza Leona Kniazołuckiego i Jerzego Dal-Atana. Film opowiada historię Feliksa Promieńskiego (Jerzy Dal-Atan), któremu po otrzymaniu glinianej figurki, zaczyna dopisywać szczęście w hazardzie i miłości do Beaty (Irma Green). Utraciwszy amulet, popada w kłopoty. Ostatecznie bierze los w swoje ręce, odnosi zwycięstwo w wyścigu konnym i odzyskuje miłość Beaty.
Recenzenci niepochlebnie odnieśli się do Mascotte. Krytykowano zły scenariusz, aktorstwo i reżyserię. W obronie filmu i Aleksandra Forda stanęła Maria Jehanne Wielopolska.
Mascotte uznaje się za film zaginiony.

## Opis fabuły
Główny bohater Feliks Promieński otrzymuje pewnego dnia wiadomość, że zmarła jego ciotka, zostawiając mu w spadku małą, glinianą figurkę. Przedstawia ona pogańskiego bożka. Feliks postanawia figurkę zatrzymać. Dziwnym zbiegiem okoliczności od tej chwili szczęście zaczyna mu sprzyjać dosłownie wszędzie. Na wyścigach konnych, gdy gra w ruletkę, a także w miłości – podczas wyścigów Feliks poznaje piękną kobietę imieniem Beata. Wydaje się, że jego życie w końcu się ułoży, gdy nagle Feliks gubi figurkę i całe jego życie zaczyna się sypać. Promieński traci wszystko, od szczęścia po miłość Beaty – a przynajmniej tak mu się w tym przypadku wydaje. Bohater stacza się coraz niżej, gdy dowiaduje się, że zbliżają się derby. Postanawia zaryzykować i postawić wszystko na jedną kartę. Bierze udział w wyścigu i wygrywa. Po triumfie Beata czeka na niego.

## Produkcja
W czerwcu 1929 w warszawskim kinie „Stylowy” zaczęto wyświetlać debiutancki film krótkometrażowy Aleksandra Forda pod tytułem Nad ranem. Półfabularyzowana nowela o świcie w wielkim mieście spotkała się z przychylnym przyjęciem przez publiczność. Ford zrealizował tę produkcję sprawnie, wykorzystując w niej nieszablonowe rozwiązania formalne i podejmując tematykę społeczną.
Sukces dwudziestodwuletniego debiutanta skłonił producentów wytwórni Zoro–Film do zaangażowania go w charakterze reżysera w nowo powstającej produkcji Mascotte. Scenarzystami projektu byli Leon Kniazołucki, który pełnił także rolę producenta, oraz Jerzy Dal-Atan, odtwórca głównej roli i kierownik produkcji. Operatorem filmu był Henryk Vlassak, a za scenografię odpowiadali Stefan Norris i Józef Galewski. Zespół aktorski, oprócz wspomnianego już Dal-Atana, tworzyli Irena Green, Ina Adrian, Alicja Borg, Andrzej Karewicz, Jerzy Kobusz oraz zespół baletowy Tatiana Girls. 

Scenariusz Mascotte nie odznaczał się oryginalnością i łamaniem schematów, poza tym pozbawiony był akcentów społecznych. Nie odstraszyło to Forda, gdyż w ten sposób mógł zdobyć doświadczenie w realizacji swojego pierwszego długometrażowego filmu fabularnego oraz rozwijać swój warsztat reżyserski. Zgodnie z opisem biografa Aleksandra Forda, Stanisława Janickiego, filmowiec wykorzystał:
kamerę subiektywną (np. punkt widzenia kulki ruletki), kamerę ukrytą (podczas zabawy sylwestrowej), niezwykłe kąty ustawienia, zdjęcia ekspresyjne czy liryczne (np. fragment Starej Warszawy, nadwiślańskie plaże), niezwykłe skojarzenia w montażu, wyraziste, nieraz natrętne zbliżenia; nietradycyjną, przeciwną uświęconym zasadom budowę dramaturgiczną oraz nerwową, rozwichrzoną, nie opartą na klasycznych zasadach narrację. 
W końcowym etapie prac producenci nanieśli poprawki, łagodząc zabiegi formalne i wizję artystyczną Forda.

## Premiera kinowa i recenzje

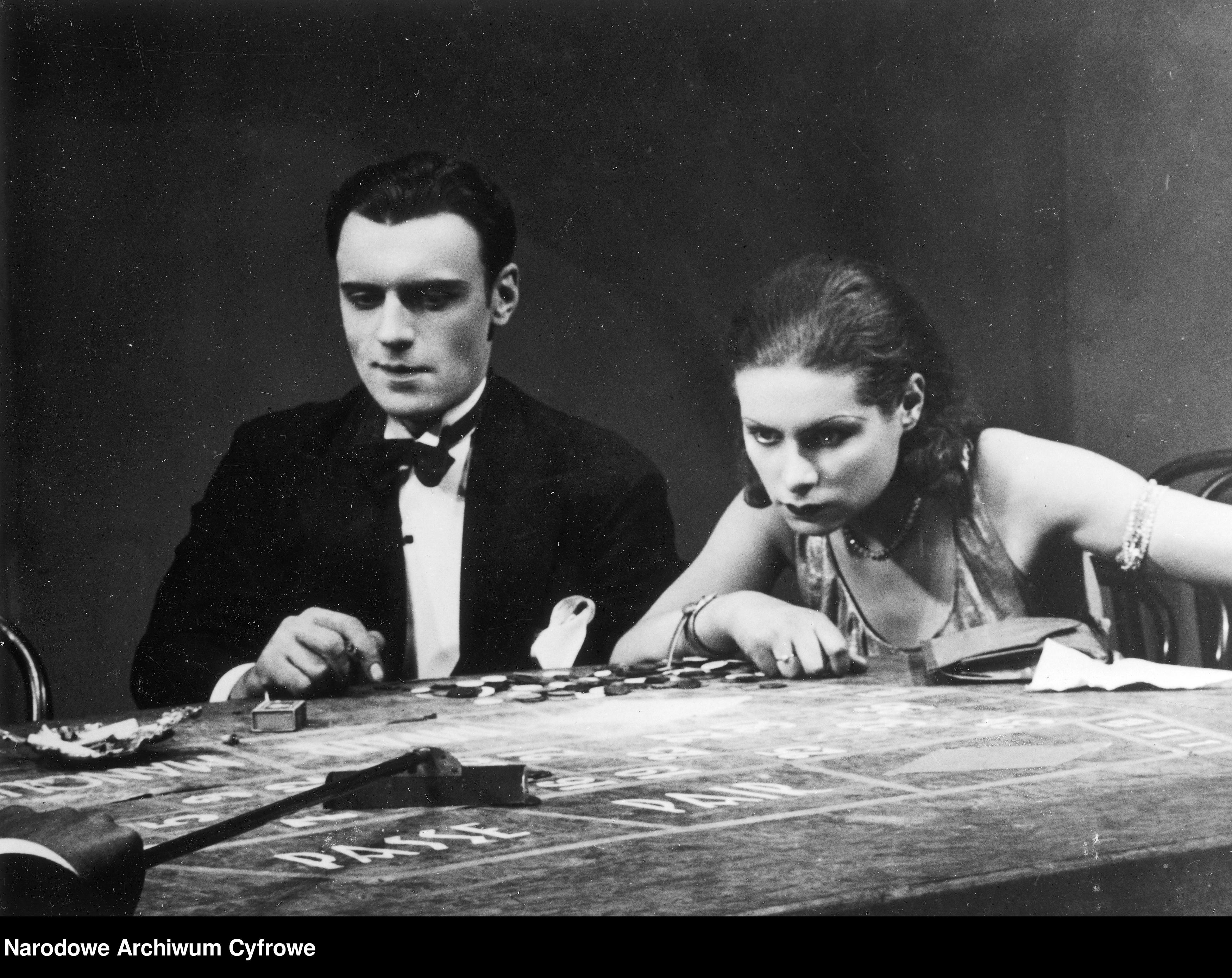
Ina Adrian i Jerzy Dal-Atan w kadrze z filmu

Premiera Mascotte odbyła się 21 lutego 1930 w warszawskim kinie „Pan”.
Krytyk „Kuriera Warszawskiego” wystawił negatywną ocenę filmowi. Raził go przeciętny scenariusz⁣, jako że „sfera zainteresowań i przeżyć bohaterów obraca się w ciasnym kole: wyścigi, ruleta, karty, wódka, dancing i znów od początku”. Na niskim poziomie stała reżyseria, która była naiwna, nierówna i dość prymitywna, choć miała kilka udanych momentów. Dziennikarz docenił niektóre zdjęcia Henryka Vlassaka. Spośród aktorów pochwalił Irmę Green i Andrzeja Karewicza. Zakpił natomiast z Iny Adrian, pisząc, że jest podobna do Grety Garbo, gdy nie gra.
Tadeusz Miciukiewicz z „ABC” określił Mascotte jako produkcję głupią i naiwną. Skrytykował eksperymentalne próby pracy kamery, zły dobór aktorów, słabe oświetlenie i nielogiczny scenariusz. Pozytywnie ocenił grę Irmy Green, nieprzychylnie zaś odniósł się do występów Iny Adrian (brak talentu, nietrafione porównywanie jej do Grety Garbo).
Maria Jehanne Wielopolska stwierdziła, że wszelkie filmy zagraniczne, nawet przeciętne, które podejmują nowatorskie próby formalne, są powszechnie wychwalane przez polskich sprawozdawców. Tymczasem identyczne próby nowatorstwa filmowego polskich twórców spotykają się z niesłuszną krytyką. Jej zdaniem Mascotte to „pierwsza istotnie próba skierowania polskiej sztuki kinematograficznej na tory inwencji samodzielnej”. Wielopolska odniosła się pozytywnie do gry aktorskiej Irmy Green, Iny Adrian i Jerzego Dal-Atana. Przyklasnęła ujęciom sceny na plaży, spaceru nad wodą, łowienia ryb, ostatniej scenie wyścigu, spotkania Atana z Irmą Green oraz zobrazowaniu widoków Warszawy (np. kamienica narożna przy ul. Pięknej i Polnej). Z uznaniem wypowiedziała się o eksperymentach Forda z ustawieniem kamery, oświetleniem, interesujących zbliżeniami i przemyślanym zwalnianiu akcji. Recenzentka pisała, że:
Ford tu i ówdzie bije najlepszych reżyserów zagranicznych i z chwilą, kiedy opanuje w zupełności rozbieżność techniki, wybitnie fragmentarycznej u niego i kameralnej, która nie zawsze się godzi z fakturą, z ciągłością akcji, z konstrukcją architektoniczną dzieła, stanie się on groźnym konkurentem, nie tylko naszych reżyserów polskich, ale wielu świetnych i głośnych reżyserów niemieckich, sowieckich i amerykańskich.

### Artykuły prasowe
- Tadeusz Miciukiewicz, Mascotte w kinie Pan, „ABC”, 1930, nr 58, Warszawa: Mazowiecka Spółka Wydawnicza.
- Przed ekranem, „Kurier Warszawski”, 1930, nr 52, Warszawa: B. Kiciński.
- Maria Jehanne Wielopolska, Na marginesie „Mascotty” Kniaziołuckiego, „Polska Zbrojna”, 1930, nr 62, Warszawa: Remigiusz Kwiatkowski.
- Maria Jehanne Wielopolska, Tacita Filmia, „Kurier Poranny”, 1930, nr 59, Warszawa: Feliks Fryze.
- Mascotte, „Kurier Warszawski”, 1930, nr 51, Warszawa: B. Kiciński.

### Opracowania
- Leszek Armatys, Barbara Armatys, Wiesław Stradomski, Historia filmu polskiego, t. 2, Warszawa: Wydawnictwa Artystyczne i Filmowe, 1988, ISBN 83-221-0368-9.
- Stanisław Janicki, Aleksander Ford, Warszawa: Wydawnictwa Artystyczne i Filmowe, 1967.
- Jerzy Toeplitz, Historia sztuki filmowej, t. III, Warszawa: Wydawnictwa Artystyczne i Filmowe, 1959.